# 厄尔士山县
厄尔士山县（德語：Erzgebirgskreis；又意譯礦山县）是德国萨克森自由州南部的一个县，得名于厄尔士山，2008年由奥厄-施瓦岑贝格县、安娜贝格县、施托尔贝格县和中厄尔士山县合并而成，县治安娜贝格-布赫霍尔茨。总面积为1827.91平方千米，截至2020年总人口为334,948人。

## 友好城市
- 中華民國高雄市